# Contraband
Contraband är det första studioalbumet av Velvet Revolver, släppt den 8 juni 2004. Albumet tog sig upp på en förstaplats på Billboard 200.

## Låtlista
Samtliga låtar skrivna av Velvet Revolver, om inte annat anges.
1. "Sucker Train Blues" - 4:27
2. "Do It For the Kids" - 3:55
3. "Big Machine" - 4:25
4. "Illegal I Song" - 4:17
5. "Spectacle" - 3:41
6. "Fall to Pieces" - 4:30
7. "Headspace" - 3:42
8. "Superhuman" - 4:15
9. "Set Me Free" - 4:07
10. "You Got No Right" - 5:33
11. "Slither" - 4:08
12. "Dirty Little Thing" (Velvet Revolver/Keith Nelson) 3:57
13. "Loving the Alien" - 5:48

## Listplaceringar
| Plac. | Land          |
| ----- | ------------- |
| 1     | USA           |
| 2     | Australien    |
| 4     | Norge         |
| 5     | Nya Zeeland   |
| 5     | Sverige       |
| 8     | Finland       |
| 9     | Danmark       |
| 15    | Österrike     |
| 16    | Italien       |
| 19    | Portugal      |
| 20    | Nederländerna |
| 22    | Schweiz       |
| 24    | Belgien       |
| 34    | Frankrike     |

## Medverkande
- Scott Weiland - sång
- Dave Kushner - gitarr
- Matt Sorum - trummor, kör
- Duff McKagan - bas, kör
- Slash - gitarr